# 田島七枝
田島 七枝（たじま かずき）は、日本の漫画家。

## 略歴
2007年、まんがカレッジにて『ストレンジブラザーズ』が入選。

## 作品

### 連載
- Instinct（『週刊少年サンデー超』2011年3月号 - 2011年11月号、全2巻）
- 國士無双!!（『週刊少年サンデー』2013年35号 - 2014年26号、全4巻）

| スタブアイコン | サブスタブ | この項目は、まだ閲覧者の調べものの参照としては役立たない、漫画家・漫画原作者に関連した書きかけの項目です。この項目を加筆・訂正などしてくださる協力者を求めています（P:漫画/PJ:漫画家）。 |